# Etničke grupe Malija
Etničke grupe Malija, 12,716,000 stanovnika (UN Country Population; 2008)
- Bambara	3,497,000
- Banka	5,300
- Beduini, Berabish	123,000
- Bobo Fing	22,000
- Bomu, Bwa, Red Bobo	204,000
- Bozo-Hain	181,000
- Bozo-Sorogama	175,000
- Bozo-Tie	181,000
- Bozo-Tiema Ciewe	4,600
- Britanci	800
- Buamu	12,000
- Dogon, Ana Tinga	400
- Dogon, Bangi Me	1,800
- Dogon, Bondum Dom	29,000
- Dogon, Bunoge	900
- Dogon, Dogul Dom	18,000
- Dogon, Donno So	52,000
- Dogon, Jamsay	150,000
- Dogon, Kolum So	28,000
- Dogon, Tebul Ure	2,700
- Dogon, Tene Kan	147,000
- Dogon, Tomo Kan	153,000
- Dogon, Toro So	58,000
- Dogon, Toro Tegu	3,400
- Dogon, Walo Kumbe	1,800
- Dogon, Yanda Dom	1,800
- Francuzi	12,000
- Fula Jalon	70,000
- Fulani, Maasina	888,000
- Fulba Jeeri	50,000
- Ganadougou, Gana	105,000
- Idaksahak	89,000
- Jahanka	5,200
- Jotoni, Jowulu	10,000
- Jula, Dyula	70,000
- Kagoro	30,000
- Khasonke	167,000
- Maninka	139,000
- Maninka, Kita	836,000
- Marka, Dafing	35,000
- Mauri	358,000
- Mossi, Moore	31,000
- Pana, Sama	4,900
- Saharski Arapi	173,000
- Samo, Kalemse, Samoma	1,200
- Samogho, Duungoma	98,000
- Seemogo	3,600
- Senoufo, Centralni	2,700
- Senoufo, Mamara, Bamana	806,000
- Senoufo, Supyire	311,000
- Senoufo, Syenara	91,000
- Siamou	22,000
- Songhai-Humburi Senni	17,000
- Songhai-Koryaboro	382,000
- Songhai-Koyra Chini	225,000
- Soninke	976,000
- Tuaregi, Kal Tamasheq	348,000
- Tuaregi, Tamajaq	265,000
- Tukulor, Pulaar	169,000
- Wassulu	52,000
- Wolof	48,000
- Yalunka	9,300